# فيكتور ديميانينكو
فيكتور ديميانينكو (مواليد 26 أغسطس 1958) هو ملاكم كازاخستاني، مثّل بلاده في الألعاب الأولمبية الصيفية 1980 وحقق الميدالية الفضية في فئة الوزن الخفيف.

## روابط خارجية
فيكتور ديميانينكو على موقع بوكس ريك (الإنجليزية) (registration required)
- فيكتور ديميانينكو على موقع أوليمبيديا (الإنجليزية)